# Bugis Junction
Bugis Junction est un centre commercial de Singapour.